# Sieraków (Wołomin)
Pour les articles homonymes, voir Sieraków.
Sieraków (prononciation : [ɕeˈrakuf]) est un village polonais situé dans la gmina de Radzymin dans le powiat de Wołomin et en voïvodie de Mazovie dans le centre-est de la Pologne.
Il se situe à environ 5 kilomètres à l'ouest de Radzymin, 10 kilomètres au nord-ouest de Wołomin (siège du powiat), et à 23 kilomètres au nord de Varsovie (capitale de la Pologne).

## Histoire
De 1975 à 1998, le village appartenait administrativement à la voïvodie de Varsovie.